# 高雄市立中正高級中學
高雄市立中正高級中學（英語：Kaohsiung Municipal Jhong Jheng High School）簡稱中正高中（或），通用拼音。位於高雄市苓雅區中正一路8號。前身為高雄市立中正國民中學。

## 歷史沿革
高雄市立中正高級中學成立於1989年7月1日，第一期校舍在1990年5月29日動土，6月19日動工，1991年3月8日完工。二、三期校舍工程在1993年12月20日竣工。新建校舍在1994年3月15日落成。綜合教學大樓在2002年落成啟用。2017年8月7日啟用校舍屋頂太陽能發電系統。1996年7月1日改制為高雄市立中正高級中學，林天永於7月15日接任首任校長。許文宗在1997年8月1日接任第二任校長。涂順安經遴選在2005年8月1日接任第三任校長。高瑞賢經遴選在2013年8月1日接任第四任校長。原圖書館主任陸炳杉經遴選在2019年8月1日接任第五任校長。

## 服飾
高雄市立中正高級中學服裝分為夏、冬季制服及運動服，外套款包含西裝外套、運動服外套、學聯會外套。

## 外部連結
- 高雄市立中正高中網站 （页面存档备份，存于）
- 高雄市立中正高級中學創意機器人社
- 高雄市立中正高級中學111 學年度高中社團名單與選社需知[]
- 高雄市立中正高級中學校訂(彈性學習)課程計畫(社團、技藝課程、其他類課程、學校或班級自治活動) （页面存档备份，存于）